# فهرست رهبران سیاسی افغانستان
رئیس‌جمهورها 

## جمهوری اول افغانستان
- رئیس‌جمهور محمدداودخان (۱۷ ژوئیه ۱۹۷۳ - ۲۷ آوریل ۱۹۷۸)

## جمهوری دموکراتیک افغانستان
- رئیس‌جمهور نورمحمد تره‌کی (۳۰ آوریل ۱۹۷۸ - ۱۶ سپتامبر ۱۹۷۹)
- رئیس‌جمهور حفیظ‌الله امین (۱۶ سپتامبر ۱۹۷۹ - ۲۷ دسامبر ۱۹۷۹)
- رئیس‌جمهور ببرک کارمل (۲۷ دسامبر ۱۹۷۹ - ۲۴ نوامبر ۱۹۸۶)
- رئیس‌جمهور حاجی‌محمد چمکنی (۲۴ نوامبر ۱۹۸۶ - ۳۰ سپتامبر ۱۹۸۷)
- رئیس‌جمهور دکتر نجیب‌الله (۳۰ سپتامبر ۱۹۸۷ - ۳۰ نوامبر شخصیت وطن دوست  ۱۹۸۷)

## جمهوری دوم افغانستان
- رئیس‌جمهور دکتر نجیب‌الله (۳۰ نوامبر ۱۹۸۷ - ۱۶ آوریل ۱۹۹۲)
- رئیس‌جمهور عبدالرحیم هاتف (۱۶ آوریل ۱۹۹۲ - ۲۷ آوریل ۱۹۹۲)

## دولت اسلامی افغانستان
- رئیس دولت صبغت‌الله مجددی (۲۷ آوریل ۱۹۹۲ - ۲۸ ژوئن ۱۹۹۲)
- رئیس دولت برهان‌الدین ربانی (۲۸ ژوئن ۱۹۹۲ - ۲۷ سپتامبر ۱۹۹۶)

## حکومت طالبان
- ملا محمد عمر (۲۷ سپتامبر ۱۹۹۶ - ۱۳ نوامبر ۲۰۰۱)

## دولت اسلامی افغانستان
- رئیس دولت برهان‌الدین ربانی (۱۳ نوامبر ۲۰۰۱ - ۲۲ دسامبر ۲۰۰۱)

## ادارهٔ موقت افغانستان
- رئیس حامد کرزی (۲۲ دسامبر ۲۰۰۱ - ۷ دسامبر ۲۰۰۴)

## دولت انتقالی اسلامی افغانستان
- رئیس حامد کرزی (؟؟؟ - ۷ دسامبر ۲۰۰۴)

## جمهوری اسلامی افغانستان
- رئیس‌جمهور حامد کرزی (۷ دسامبر ۲۰۰۴ - ۱۱ سپتامبر ۲۰۱۴)
- رئیس‌جمهور اشرف غنی احمدزی (۱۱ سپتامبر ۲۰۱۴ - ۱۱ نوامبر ۲۰۲۱ ) که سرانجام در همین تاریخ دولت اشرف غنی احمدزی توسط مجاهدین امارت اسلامی طالبان سقوط کرد .

## امارت اسلامی افغانستان
- رهبر هبت‌الله آخندزاده (۱۱ نوامبر ۲۰۲۱ - تا اکنون )